# Fundulopanchax intermittens
Fundulopanchax intermittens är en fiskart som först beskrevs av Radda, 1974.  Fundulopanchax intermittens ingår i släktet Fundulopanchax och familjen Nothobranchiidae. IUCN kategoriserar arten globalt som otillräckligt studerad. Inga underarter finns listade i Catalogue of Life.